# Civitella Roveto
Civitella Roveto község (comune) Olaszország Abruzzo régiójában, L’Aquila megyében.

## Fekvése
A település a Roveto völgyében fekszik a Monti Simbruini lábainál, a megye délnyugati részén. Határai: Canistro, Civita d’Antino, Filettino, Luco dei Marsi és Morino.

## Története
A települést a 11. század elején alapították Petrarolo néven. A középkor során nemesi családok birtoka volt, majd, 1806-ban önálló lett, miután a Nápolyi Királyságban felszámolták a feudalizmust. 

## Népessége
A népesség számának alakulása:

## Főbb látnivalói
- San Giovanni Battista-templom